# Mielichhoferia minutissima
Mielichhoferia minutissima är en bladmossart som beskrevs av C. Müller 1897. Mielichhoferia minutissima ingår i släktet kismossor, och familjen Bryaceae. Inga underarter finns listade i Catalogue of Life.